# Neobrachelia
Neobrachelia är ett släkte av tvåvingar. Neobrachelia ingår i familjen parasitflugor.
Kladogram enligt Catalogue of Life:
| Neobrachelia | \| \| Neobrachelia charapemyioides \| \| \| \| \| \| Neobrachelia edessae \| \| \| \| \| \| Neobrachelia grandis \| \| \| \| \| \| Neobrachelia mirabilis \| \| \| \| |
|              | \| \| Neobrachelia charapemyioides \| \| \| \| \| \| Neobrachelia edessae \| \| \| \| \| \| Neobrachelia grandis \| \| \| \| \| \| Neobrachelia mirabilis \| \| \| \| |
|              | Neobrachelia charapemyioides |
|              | |
|              | Neobrachelia edessae |
|              | |
|              | Neobrachelia grandis |
|              | |
|              | Neobrachelia mirabilis |
|              | |